# 에리크 함렌
에리크 안데르스 함렌(스웨덴어: Erik Anders Hamrén, 1957년 6월 27일 ~ )은 스웨덴의 전 축구 선수이자 현 축구 감독이다. 1974년부터 1976년까지 유스달스 IF에서 뛰었고, 1978년부터 1980년까지 스토크비크스 FF에서 뛰다가 선수생활을 마감하였다. 스웨덴 축구 국가대표팀 감독이 되기 전 스웨덴의 여러 클럽팀들을 지도하였고 2009년 스웨덴 축구 국가대표팀 감독으로 선임되어 UEFA 유로 2012와 UEFA 유로 2016에 참가하였다. 2018년 FIFA 월드컵이 끝난 뒤 아이슬란드 축구 국가대표팀 감독에 선임되면서 스웨덴 출신으로는 역대 4번째로 아이슬란드 대표팀을 이끄는 감독이 되었다.